# Elke Nyssen
Elke Nyssen (* 24. September 1942; † 12. Juni 2009) war eine deutsche Pädagogin und Hochschullehrerin.

## Leben
Nyssen promovierte an der Freien Universität Berlin zum Dr. phil. mit einer Dissertation über den historischen Roman deutscher Antifaschisten (1974). Sie war Professorin für Schulpädagogik an der Universität Duisburg-Essen. Zu ihren Fachgebieten gehörten Allgemeine Didaktik, Hochschuldidaktik, Schulpädagogik und Historische Erziehungswissenschaft.

## Publikationen (Auswahl)
- Geschichtsbewusstsein und Emigration: der histor. Roman d. dt. Antifaschisten 1933-1945. Fink Verlag, München 1974, OCLC 1313855.
- Schule im Nationalsozialismus. Quelle und Meyer, Heidelberg 1979, ISBN 3-494-00988-0, OCLC 5942096.
- Perspektiven für pädagogisches Handeln: Eine Einführung in Erziehungswissenschaft und Schulpädagogik. Juventa, Weinheim 1995, ISBN 3-7799-1032-2, OCLC 36849540.
- Mädchenförderung in der Schule: Ergebnisse und Erfahrungen aus einem Modellversuch. Juventa, Weinheim 1996, ISBN 3-7799-0886-7, OCLC 61040789.